# كلية الهندسة التكنولوجية
كلية الهندسة التكنولوجية (البوليتكنك) (FET) هي كلية جامعية أردنية تأسست في العام 1975 وهي تابعة لجامعة البلقاء التطبيقية منذ سنة 1997، وهي مُتخصصة بالهندسة التطبيقية. تقع أقصى شمال العاصمة عمّان على طريق الأوتستراد مع محافظة الزرقاء.

## التاريخ
تأسست بالبداية كمعهد تعليمي مستقل لمنح شهادة جامعية في المهن الهندسية باسم معهد عمان للبوليتكنك وكانت مدة الدراسة فيها 3 سنوات، وفي عام 1985 تم تغيير برنامج الدراسة فيها ليصبح مدته سنتان لتقديم شهادة الدبلوم في العديد من التخصصات الهندسية. مُنذ عام 1989 بدأت الكلية بتقديم درجة البكالوريوس في الهندسة التطبيقية في مجالات الهندسة المدنية، والكيميائية، والميكانيكية، والكهربائية، والكهروميكانيكية. وكانت تُمنح الدراسة بعد الانتهاء من دراسة 140 ساعة معتمدة في مجالات الهندسة النظرية والعملية.
ثم اندمجت الكلية مع جامعة البلقاء التطبيقية في العام الدراسي 1997/1996، لتصبح تابعة إدارياً لها. ثم بدأت المؤسسة في برنامج الهندسة التكنولوجية في خريف عام 1997 بعد وقت قصير من الاندماج مع جامعة البلقاء التطبيقية، والذي يُشكل حوالي 25٪ من المناهج الدراسية، مع برنامج للتدريب الميداني لمدة شهرين للتخرج.
قبلِت الجامعة 2000 طالب في العام الدراسي 2009/2008 في برامج الدبلوم والبكالوريوس والماجستير، منهم 80% من الطلاب في برنامج البكالوريوس. وأصبح يتم منح شهادة البكالوريوس بعد الانتهاء من 162 ساعة، وشهادة الدبلوم بعد 72 ساعة، ودرجة الماجستير بعد 33 ساعة معتمدة.

## الأقسام الأكاديمية
تنقسم الجامعة إلى 5 أقسام أكاديمية، وهي:
- قسم هندسة الميكاترونكس.
- قسم الهندسة الميكانيكية والآلات الحرارية والأوتوترونكس.
- قسم هندسة الكهرباء والإتصالات والحاسوب وأمن الشبكات.
- قسم الهندسة المدنية.
- قسم الهندسة الكيميائية.

## التخصصات
- الهندسة المدنية/طرق وجسور
- الهندسة الميكانيكية
- هندسة أنظمة الحاسبات والشبكات.[2]
- هندسة الآلات الحرارية والهيدروليكية
- هندسة الأتوترونيكس
- هندسة الحـاسـوب
- هندسة الصناعات الكيميائية
- هندسة الطاقة الكهربائية
- هندسة الميكاترونيكس
- هندسة تكنولوجيا الاتصالات